# Amblyaspis ecuadoriensis
Amblyaspis ecuadoriensis är en stekelart som beskrevs av Peter Neerup Buhl 2001. Amblyaspis ecuadoriensis ingår i släktet Amblyaspis och familjen gallmyggesteklar. Inga underarter finns listade i Catalogue of Life.